# 山本 (小惑星)
山本（やまもと、2249 Yamamoto）は、小惑星帯にある小惑星。カール・ラインムートがハイデルベルクのケーニッヒシュトゥール天文台で発見した。
日本人天文学者で、東亜天文学会創設者の一人でもある山本一清に因んで名付けられた。